# Долгоруков, Алексей Алексеевич
Князь Алексе́й Алексе́евич Долгору́ков (1767—1834) — русский государственный деятель, действительный тайный советник (1832), Симбирский (1808—1815) и московский (1815—1817) губернатор, сенатор (1817), генерал-прокурор (1827—1829), управляющий министерством юстиции (1827—1829), член Государственного совета (с 1829).
Принадлежал к небогатой старшей ветви Долгоруковых, происходящей от сосланного в Берёзов князя Алексея Григорьевича. Родился в третьем браке младшего сына последнего, Алексея (1716—1792). Имел братьев, князей: Григория, Ивана, Павла, Якова, Андрея и сестёр, княжон: Екатерину — жена гвардии капитана Петра Александровича Меньшикова и Анна  — жена Н.И. Матрунина.

## Биография
По словам Вигеля, «до полковничьего чина находился он на военной службе; но, познав, что рожден он более мирным, хотя деятельным гражданином, чем воином, перешел в статскую».
На 9-м году от рождения, записан в артиллерию (01 января  1776), откуда впоследствии переведён в гвардию, состоя в которой, через 15 лет со дня зачисления на службу, получил чин прапорщика (1791). Переведен в армейский полк премьер-майором (1795). Получил чин подполковника и пожалован орденом Святой Анны 3-й степени и командором ордена Святого Иоанна Иерусалимского (1798). Произведён в полковники (01 октября 1799).
Оставил военную службу с переименованием в чин действительного статского советника (06 июля 1803). Причислен к герольдии (1805), затем назначен прокурором в капитул ордена св. Иоанна Иерусалимского. Назначен симбирским гражданским губернатором (1808). С этого времени служебная деятельность князя А. А. Долгорукова начинает обращать на себя внимание.
Когда чувствовалась крайняя необходимость в продовольствии по случаю войны в Финляндии и ожидаемого разрыва с Западом, им была произведена для казны на выгодных условиях покупка хлеба (около 58 тысяч кулей), который он водным путём доставил в Рыбинск и Петербург (1808 и 1809). Содействуя к заведению в Симбирской губернии суконных фабрик (с. Игнатовка), он, с такою же пользой для казны, поставил в ведомство комиссариата солдатское сукно в значительном количестве.
Пожалован орденом Святой Анны 1-й степени (04.01.1810). В Высочайшем рескрипте на его имя была изъявлена ему благодарность (17 сентября 1811).
Им было сформировано Симбирское ополчение, которым он и командовал до выступления в поход (1812). Произвел закупку лошадей для кавалерии и артиллерии по умеренным ценам, несмотря на всеобщий недостаток и дороговизну лошадей (1813).
Переведён гражданским губернатором в Москву (17 мая 1815). В июле вселился в свою отремонтированную после «французского разорения» губернаторскую резиденцию. Отдал распоряжение об установке верстовых столбов по Петербургскому тракту (1816) и начат его ремонт в пределах Московской губернии (1818).
Благодаря энергичной хозяйственной деятельности князь Долгоруков прослыл, по словам Вигеля, «величайшим дельцом». Пожалован чином тайного советника (1816), назначен сенатором (1817). Награждён орденом Святого Владимира 2-й степени (1823) «Аристократия смотрела на него с почтительным изумлением: ей казалось сверхъестественным, что человек из среды её мог добровольно и исключительно посвятить себя сухим и скучным занятиям законоведения».
Вместе с сенатором Дуровым командирован на ревизию в Вятскую губернию (1824), в Воронежскую, Пензенскую и Симбирскую для обозрения губерний и для изыскания причин побегов помещичьих крестьян (1826), в том же году ревизовал Курскую губернию. За означенные труды пожалован алмазными знаками к ордену Святой Анны 1-й степени и  орденом Святого Александра Невского (1827). Назначен товарищем министра юстиции (27 апреля 1827), управляющим министерством юстиции (18 октября 1828-1830).
Несмотря на кратковременное пребывание кн. Долгорукова управляющим министерством юстиции (2 года), его деятельность не прошла бесследно, так как ему пришлось много потрудиться по законодательной части. По повелению Николая I, обратившего особое внимание на тогдашнее печальное положение правосудия, обусловленное в значительной мере недостатками законодательства, с целью приведения в порядок хаотического состояния законов, комиссия законов была преобразована в особое отделение собственной Его Величества канцелярии.
Под управлением Сперанского законы быстро были приведены в порядок, и началось печатание полного собрания законов (1828), начиная с уложения царя Алексея Михайловича, а также закончен систематический свод законов в 15 томах. Для обревизования этого свода, заключавшего в себе более 42 тысяч статей, при министре юстиции, под его председательством, был образован особый комитет. Сущность возложенного на комитет труда заключалась в подробном обозрении содержания свода с целью удостоверения в точности и полноте приведённых в нём законоположений. Эта обширная и кропотливая работа была закончена во время управления министерством князем Долгоруковым.
С целью ускорения окончательного разрешения судебных дел было образовано вместо одного два общих собрания Сената. В это же время сенаторам было вменено в обязанность собираться в Сенат по регламенту (к 9 ч. утра) и сенаторам, обер-прокурорам и обер-секретарям находиться в мундирах. Началась также перестройка здания Сената, вследствие усмотренной лично императором тесноты здания и неопрятности помещения. Стоимость работ вместе с меблировкой была исчислена в 1 800 000 р. Работы затянулись, и здание было окончено (1834). В течение этого времени Сенат помещался на Васильевском острове в здании 12-ти коллегий. Уволен от должности министра юстиции и назначен членом государственного совета (20 сентября 1829). Произведён в действительные тайные советники (апрель 1832).
Имел дом в Москве на набережной Москвы-реки, в приходе церкви Софии Премудрости Божьей (1793).
Умер († 11 августа 1834) и погребён в церкви Святого Духа Александро-Невской лавры.

## Брак и дети
«Даром, что князь, он был небогат и для поправления состояния два раза женился на купеческих дочерях, что влекло его в связи не совсем знатные, — пишет Вигель. — Долгоруков совсем оподьячился, когда его посадили в сенат, и тогда уже он мог заменить лучшего обер-секретаря».
Первая жена —  Маргарита Ивановна Апайщикова (1785—1814), дочь петербургского именитого гражданина, купца 1-й гильдии, Петербургского головы, Ивана Андреевича Апайщикова (1732—1793) от брака с дочерью петербургского купца Прасковьей Ермолаевной Калитиной (1746—1802). Умерла и похоронена в Симбирске на  Покровском некрополе, где её муж был губернатором.
Дети:
- Ростислав (31.01.1805[6]—1849), однополчанин Лермонтова по лейб-гвардии Гусарскому полку. С 1833 года был женат на Екатерине Алексеевне Малиновской (1811—1872), дочери историка и писателя А. Ф. Малиновского. Нескончаемые кутежи и мотовство князя Ростислава привели к разрыву с женой. Сын их Владимир (1837—1894) женат на дочери военного министра, графа Д. А. Милютина.
- Юрий (1807—1882), виленский, олонецкий и воронежский губернатор.
- Георгий (02.03.1808[7]—?)
- Сергей (1809—1891), ковенский, затем витебский губернатор, действительный тайный советник (1872).
- Григорий (1811—1853), подполковник Генерального штаба, с 1839 в отставке.

Вторая жена (с 01 апреля 1817 года) — Варвара Николаевна Текутьева (1796—1880), дочь генерал-майора Николая Григорьевича Текутьева от его брака с княжной Елизаветой Сергеевной Долгоруковой. За заслуги мужа была пожалована в кавалерственные дамы Ордена Св. Екатерины (06.12.1828). В этом браке родились сыновья: 
- Алексей (1818—1853)[9],
- Николай (1819—1887)
- Дмитрий (1825—1909).

## Награды
- Орден Святой Анны 3-й степени (04.10.1798)
- Орден Святого Иоанна Иерусалимского, командорский крест (24.04.1799)
- Орден Святой Анны 1-й степени (04.01.1810)
- Орден Святого Владимира 2-й степени (30.03.1823)
- Алмазные знаки к ордену Святой Анны 1-й степени (22.08.1826)
- Орден Святого Александра Невского (02.04.1827)
- Знак отличия беспорочной службы за XXXV лет (22.08.1828)